# América rusa
La América rusa era el nombre de las posesiones del Imperio ruso en América entre 1733 y 1867, que hoy es el estado de Alaska (Estados Unidos) y los asentamientos más al sur, en California (Estados Unidos). La incorporación formal de los territorios no tuvo lugar hasta el ukaz de 1799, que establece el monopolio de la Compañía ruso-americana y también otorgar los derechos de la Iglesia ortodoxa rusa en tales territorios.

## Historia

### Descubrimiento ruso de Alaska
Es posible que Semión Dezhniov y Fedot Alekséiev, un comerciante ruso, se convirtieran en los primeros en navegar por el océano Glacial Ártico desde el océano Pacífico, atravesando previamente el luego denominado estrecho de Bering. Su descubrimiento nunca fue avisado al gobierno central ruso, dejando como interrogante si Siberia estuvo relacionada con Norteamérica en esas fechas. En 1725, Pedro I de Rusia envió otra expedición.
Como una parte de la segunda expedición 1733-1743 desde Kamchatka, la Sveti Piotr (San Pedro), capitaneada por el danés Vitus Bering, y la Sveti Pável (San Pablo), capitaneada por el ruso Alekséi Chírikov, navegaron desde Rusia en el puerto de Petropávlovsk en junio de 1741. Ellos fueron separados pronto, pero cada uno siguió navegando hacia el Este, es decir hacia América.
El 15 de julio, Chírikov vio tierra, probablemente el lado occidental de la isla Príncipe de Gales, en el sudeste de Alaska, y envió un grupo de hombres a tierra en una chalupa, siendo así los primeros europeos en llegar a la costa noroeste de Norteamérica.
Aproximadamente el 16 de julio, Bering y la tripulación del Sveti Piotr (San Pedro) avistaron el monte San Elías en el sector continental de Alaska; luego viraron al oeste retornando a la Rusia eurasiática poco tiempo después. Mientras tanto, Chírikov y el Sveti Pavel (San Pablo) se dirigieron de vuelta a Rusia en octubre con noticias de la tierra que ellos habían encontrado.
En noviembre, sin embargo, el barco de Bering sufrió daños en la isla de Bering. Allí, Bering cayó enfermo y murió, y el barco acabó destrazado por fuertes vientos. El equipo varado pasó el invierno en la isla, los sobrevivientes construyeron un barco con los restos y pusieron la vela de regreso a Rusia en agosto de 1742. El equipo de Bering alcanzó la orilla de Kamchatka en 1742, llevando la noticia de la expedición. Las pieles de nutria de mar que llevaron, pronto fueron consideradas como la piel más fina en el mundo; esto provocó el establecimiento ruso en Alaska.

### Establecimiento ruso

#### De 1740 a 1800

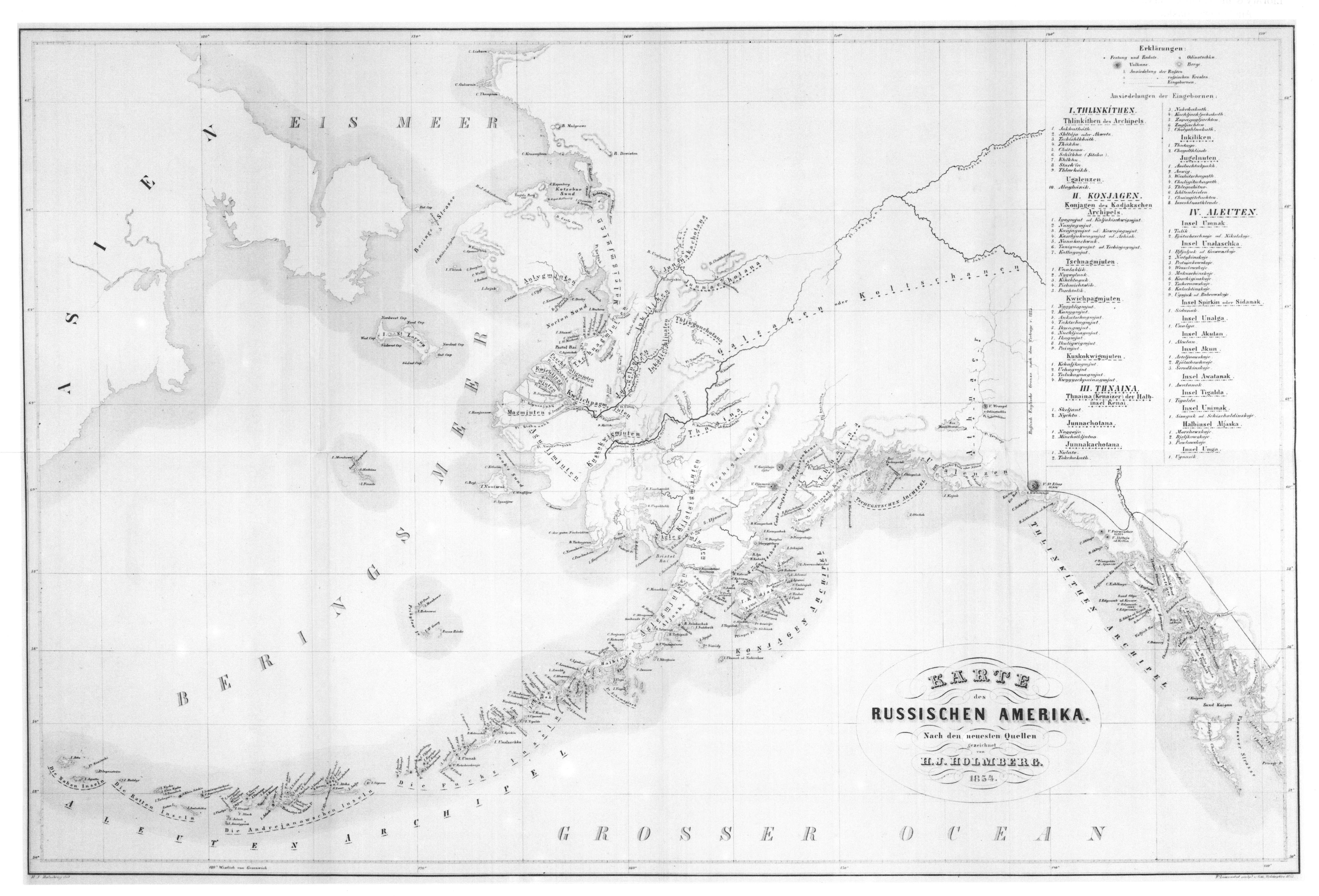
Asentamientos en la América rusa hacia 1854.

Posteriormente, las pequeñas asociaciones de comerciantes de piel comenzaron a ir en barco de las orillas de Siberia hacia las Aleutianas. Cuando las expediciones desde Siberia a América se hicieron más continuadas (durando dos a cuatro años o más), los expedicionarios se establecieron en puestos de cacería y de comercio.

Antes de finales de los años 1790, éstos se habían hecho establecimientos permanentes. Aproximadamente la mitad de los comerciantes de piel eran rusos de varias partes europeas del Imperio ruso o de Siberia. Los demás eran indígenas de Siberia o siberianos con orígenes indígenas, europeos y asiáticos variados.
Más que cazar, su vida fue marinera, ya que los rusos obligaron a los aleutianos a cazar para ellos. Con la extensión de las noticias de la riqueza en pieles que podían ser obtenidas en Alaska aumentó la competencia entre compañías rusas y los aleutianos fueron forzados en la esclavitud. Catalina la Grande, que se hizo emperatriz en 1763, proclamó la buena voluntad hacia los aleutas e impulsó a sus súbditos rusos a tratarles justamente. En algunas islas y partes de la península de Alaska, los grupos de comerciantes habían sido capaces de una coexistencia relativamente pacífica con los habitantes locales. Otros grupos no podían manejar las relaciones tensas y perpetraron exacciones. Fueron tomados rehenes, divididas las familias, y los individuos fueron obligados a dejar sus pueblos y trasladados otra parte. La competencia creciente entre las compañías de comercio redujo su número, quedando concentradas en corporaciones más grandes y más poderosas, lo que agravó la situación conflictiva de las relaciones con los pueblos indígenas. Durante años, la situación se hizo catastrófica.
Cuando las poblaciones de animales disminuyeron, los aleutianos, ya también dependientes de la nueva economía de trueque creada por el comercio ruso de piel, fueron obligados cada vez a mayores riesgos en las muy peligrosas aguas del océano Pacífico del Norte para cazar más nutrias.
Cuando la poderosa compañía Shélijov-Gólikov se estableció como un monopolio, escaramuzas e incidentes violentos se convirtieron en violencia sistemática como un instrumento de la explotación colonial del pueblo indígena. Cuando los aleutas se rebelaron y obtuvieron algunas victorias, los rusos respondieron matando a muchos y destruyendo sus barcos y equipo de caza, dejándoles sin medios de supervivencia. El ochenta por ciento de la población aleuta fue destruida por esta violencia y por las enfermedades europeas contra las que no tenían defensa, lo que ocurrió durante las dos primeras generaciones de contacto ruso.
Aunque la colonia nunca fuera muy provechosa, debido a los gastos de transporte, la mayor parte de los comerciantes rusos estaban determinados a mantener la tierra para ellos. En 1784, Grigori Shélijov, que establecería más tarde la compañía Alaska Rusa que colonizó Alaska, llegó a la bahía Tres Santos, en la isla Kodiak, con dos barcos, los Tres Santos y el San Simón. Los koniag indígenas acosaron a los rusos y Shélijov respondió matando a cientos y tomando a rehenes para hacer obedecer al resto. Habiendo establecido sus autoridades en la isla Kodiak, Shélijov fundó el primer establecimiento ruso permanente en Alaska, en la bahía de la isla Tres Santos.

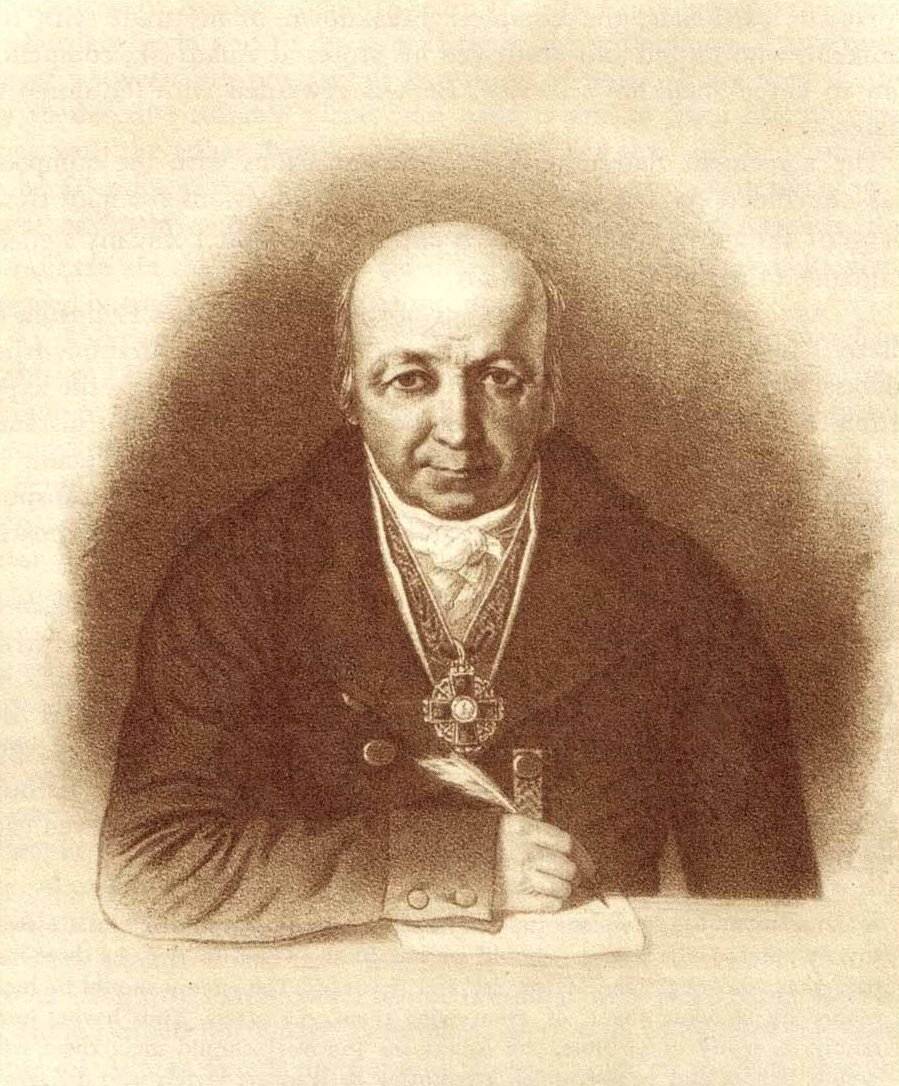
Aleksandr Baránov, primer gobernador de la América rusa.

En 1790 Shélijov, de vuelta en Rusia, contrató a Aleksandr Baránov para dirigir su empresa de piel en Alaska. Baránov trasladó la colonia al extremo nordeste de la isla Kodiak, donde había madera disponible. El sitio más tarde se convirtió en la que es ahora la ciudad de Kodiak. Los miembros rusos de la colonia tomaron a mujeres koniag y crearon familias cuyos nombres siguen hoy, como Panamaroff, Petrikoff, y Kvasnikoff. En 1795 Baránov, preocupado por la visita de europeos no rusos que comercian con los naturales en el sudeste de Alaska, Mikhailovsk se estableció seis millas (10 kilómetros) al norte de la actual Sitka. Compró la tierra de los tlingits, pero en 1802, mientras Baránov estaba lejos, tlingits de un establecimiento vecino atacaron y destruyeron Mijáilovsk. Baránov volvió con un buque de guerra ruso y arrasó el pueblo tlingit. Construyó entonces el establecimiento del Nuevo Arcángel. Éste se transformó en la capital de la América Rusa y hoy es la ciudad de Sitka, que cubre lo que era antes el área de Mijáilovsk.
Cuando Baránov aseguró la presencia física de los rusos en Alaska, la familia Shélijov siguió trabajando en Rusia para obtener el monopolio del comercio de piel de Alaska. En 1799, el yerno de Shélijov, Nikolái Rezánov, había adquirido el monopolio del comercio estadounidense de piel del zar Pablo I. Rezánov entonces formó la Compañía ruso-americana. Como parte del trato, el zar esperó que la compañía estableciera nuevos establecimientos en Alaska y realizara un amplio programa de colonización.

#### 1800 a 1867

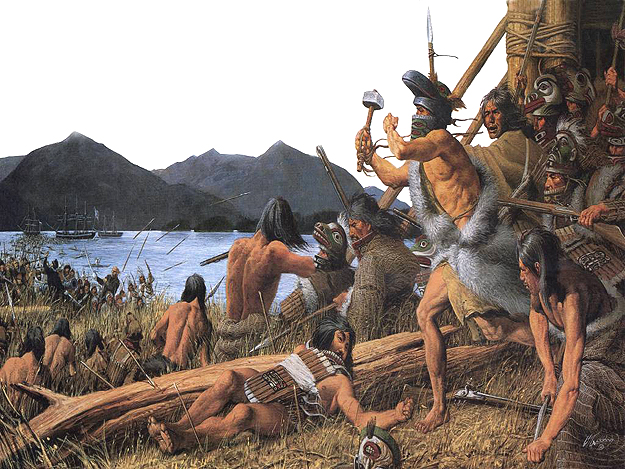
Batalla de Sitka en 1804.

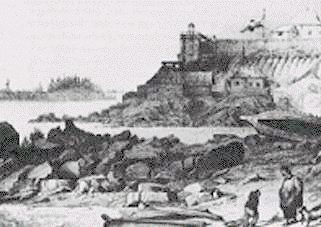
Fuerte de Novoarjánguelsk (hoy conocido como Viejo Sitka).

Hacia 1804 Aleksandr Baránov, ahora gerente de la Compañía ruso-americana, había consolidado sus actividades de comercio de piel en América, después de su victoria sobre el clan tlingit en la batalla de Sitka. A pesar de estos esfuerzos, los rusos nunca colonizaron Alaska totalmente. En su mayor parte, se asentaron en la costa y rechazaron el interior. Antes de los años 1830, el monopolio ruso en el comercio se debilitaba. La Compañía de la Bahía de Hudson estableció un puesto en el borde del sur de la América Rusa en 1833. Esta firma inglesa comenzó a comerciar con provecho.
Los estadounidenses también se hacían poderosos en la zona. Baránov comenzó a depender onerosamente de barcos de suministro estadounidenses, que desde mediados del siglo XIX llegaron con más frecuencia que los rusos. Además, los estadounidenses podrían vender pieles al mercado de Cantón, que estuvo cerrado a los rusos. La desventaja era que los cazadores y tramperos estadounidenses usurparon territorios que los rusos consideraban como suyos. En 1812 un establecimiento fue edificado hacia los 55° Norte dando a los rusos derechos exclusivos al comercio de piel al norte de ese paralelo, y a los estadounidenses al Sur del mismo. El acuerdo ruso-estadounidense pronto fue alcanzado, sin embargo, con la retirado de Baránov en 1818, la presencia rusa de Alaska se vio posteriormente debilitada.
Cuando la carta de la Compañía ruso-americana fue renovada en 1821, se estipuló que los gerentes principales a partir de entonces serían oficiales navales. La mayoría de los oficiales navales no tenían ninguna experiencia en el comercio de piel, por lo que la compañía sufrió. La segunda carta también trató de cortar todo contacto con extranjeros, sobre todo con los competitivos estadounidenses, pero esta estrategia les fue contraria, ya que la colonia rusa se había acostumbrado a confiar en barcos de suministro estadounidenses, y los Estados Unidos se habían hecho un cliente importante para sus pieles.
Finalmente, la Compañía Rusa-americana firmó un acuerdo con la Compañía de la Bahía Hudson, que les dio los derechos británicos de navegar por territorio ruso.
Aunque el periodo de mediados de siglo no fue un bueno para los rusos en Alaska, las condiciones mejoraron para los naturales costeros de Alaska que habían sobrevivido al contacto, principalmente los aleutas, koniagas, y tlingits. Los tlingits nunca fueron conquistados y siguieron emprendiendo la guerra contra los rusos en los 50 del siglo. Los aleutas, a muchos de los cuales se les había quitado sus islas de residencia, fueron generalmente enviados a destinos lejanos como California para cazar la nutria de mar para los rusos, de este modo siguió disminuyendo su población durante la década de los años 40. Los oficiales navales de la Compañía ruso-americana establecieron escuelas y hospitales para los aleutianos y les dieron empleos. El clero ortodoxo ruso se movió en las Aleutianas. La población aleutiana comenzó a aumentar.

#### Actividad misionera

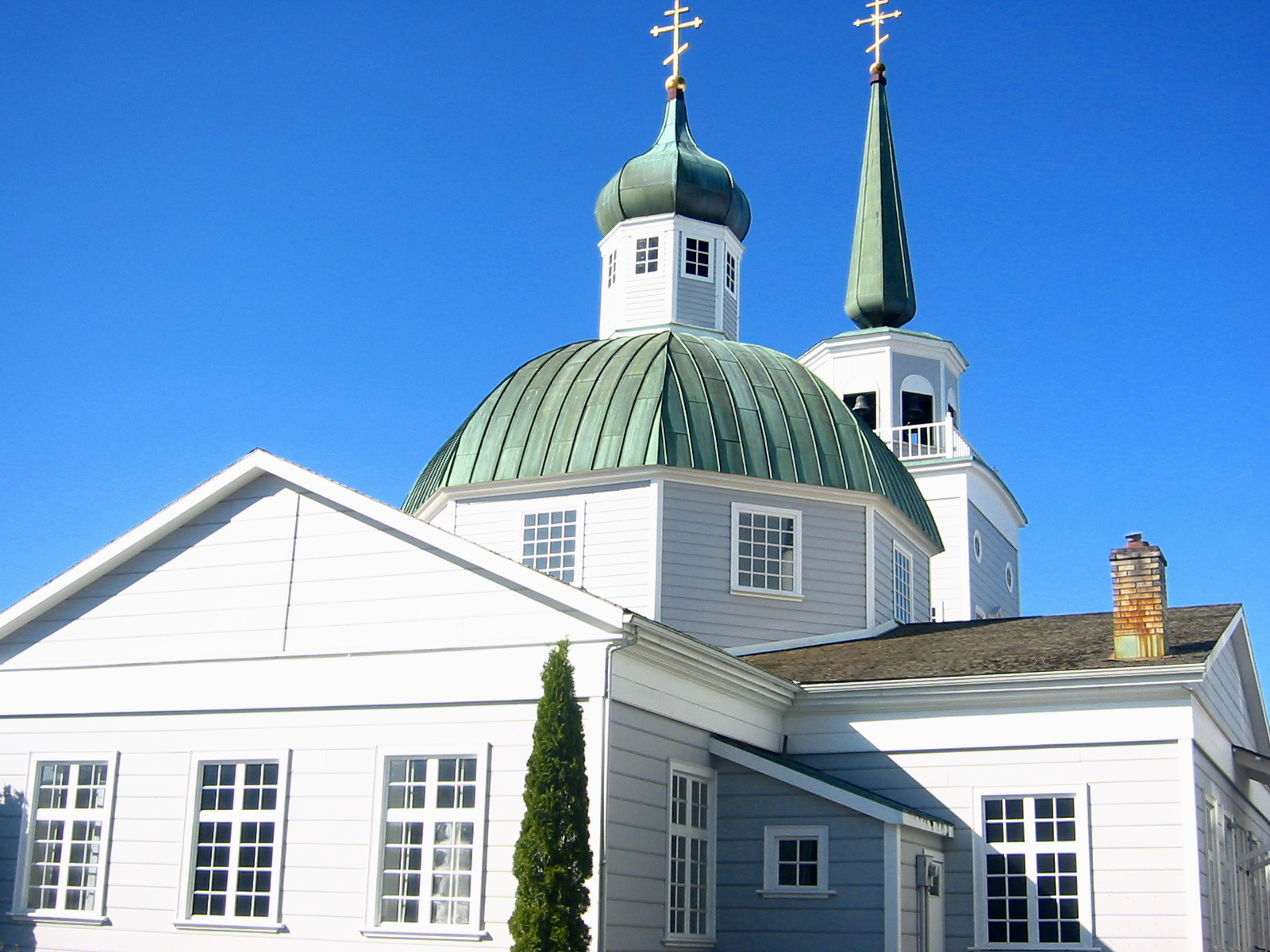
Catedral de San Miguel en Sitka, Alaska, Estados Unidos.

En la bahía Tres Santos, Shélijov construyó una escuela para enseñar a los naturales a leer y escribir en ruso, y presentó a los primeros misioneros residentes y clérigos que extendieron la religión ortodoxa rusa. Esta religión (con sus rituales y textos sagrados, traducidos al aleutiano en una etapa muy temprana) había sido informalmente introducida, desde los años 1740, por los comerciantes de piel que fundaron familias locales o simbólicamente adoptaron a compañeros de comercio aleutianos como ahijados para ganar su lealtad por esta obligación personal especial. Los misioneros pronto se opusieron a la explotación de los pueblos indígenas y sus informes permanecen una de nuestras fuentes principales en la violencia ejercida para establecer la regla colonial en este período.
Inspirado por la misma teología pastoral que Bartolomé de las Casas o San Francisco Javier, los orígenes de la cual vienen de la necesidad del cristianismo temprano de adaptarse a las culturas de Antigüedad, misioneros en América rusa aplicaron una estrategia que colocó el valor en culturas locales y animó el mando indígena en vida de parroquia y actividad misionera. Esta política cultural fue al principio querida para ganar la lealtad de los pueblos indígenas estableciendo las autoridades de la Iglesia y Estado como protectores de más de 10 000 habitantes de la América rusa (donde el número de pobladores rusos étnicos siempre era menos que el registro 812, casi todos concentrados en Sitka y Kodiak).
Un efecto secundario de la estrategia misionera debía generar una forma nueva y autónoma de la identidad indígena, permitiendo a muchas tradiciones natales sobrevivir en la tradición ortodoxa "rusa" local y en la vida religiosa de los pueblos. La parte de esta identidad indígena moderna es un alfabeto y la base para una literatura escrita en casi cada uno de los grupos étnicos lingüísticos en la mitad del sur de Alaska. El padre Iván Veniamínov, famoso en todas partes de la América rusa, también desarrolló un diccionario y gramática en idioma aleutiano.
El rastro más visible del período colonial ruso en Alaska contemporánea es la presencia de casi noventa parroquias ortodoxas rusas con más de 20.000 hombres, mujeres, y niños, casi exclusivamente indígenas, incluso varios grupos atabascanos del interior, comunidades yup'ik muy grandes, y la cuasi totalidad de las poblaciones aleutas y koniag. Entre las pocas parroquias ortodoxas tlingit, el grupo mayor en Juneau adoptó el cristianismo ortodoxo sólo después del período colonial ruso, en un área donde no hubo ningún poblador, ni misioneros rusos. Lo que probablemente explica tal grado de una tradición ortodoxa rusa local y su persistencia es la fusión de culturas locales y creencias y rituales cristianos.

## Venta de Alaska a los Estados Unidos

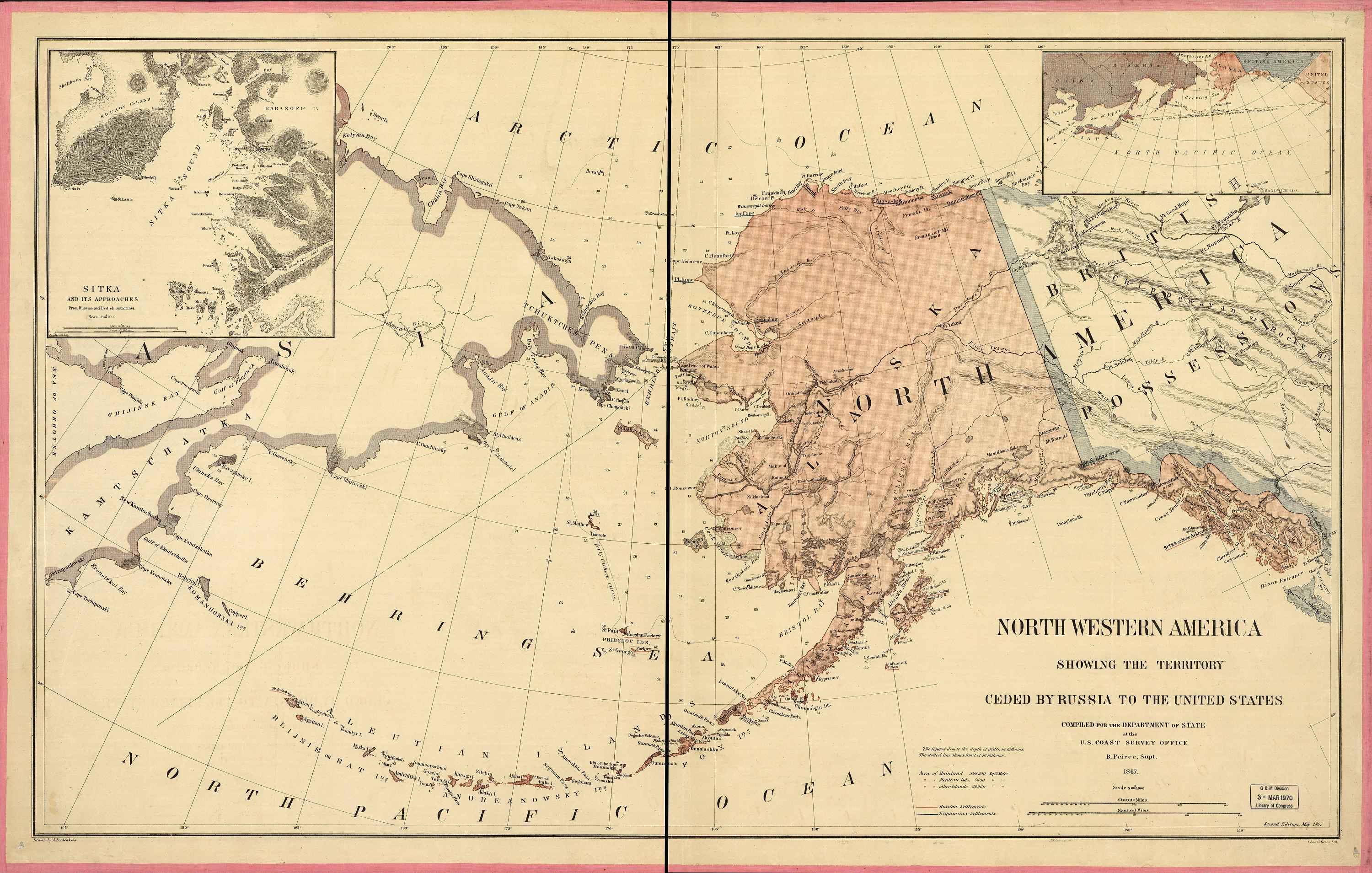
América rusa en 1867.

Antes de 1860, el gobierno ruso pensaba abandonar su colonia de la América rusa. La sobreexplotación de la caza había reducido severamente la población animal que daba pieles, y la competencia de los británicos y estadounidenses exacerbó la situación. Esto, combinado con las dificultades de todo orden para suministrar y proteger una colonia tan distante, menguó el interés ruso por sostenerse en Alaska. Después de que la América rusa fuera vendida a los Estados Unidos, todas las posesiones de la Compañía ruso-americana fueron liquidadas. 
Después de la transferencia, muchos ancianos de la tribu tlingit mantuvieron que la "Colina Castillo" comprendía la única tierra que Rusia tuvo derecho a vender. Las reclamaciones de tierra de los nativos no fueron dirigidas hasta la mitad última del siglo XX, con la firma del "Acta de Establecimiento de Reclamaciones de los Nativos de Alaska".
En la América Rusa, la población de nacionalidad rusa había alcanzado las 700 personas. Les dieron a ellos y a los criollos, además de la garantía de ser ciudadanos en los Estados Unidos, la oportunidad de obtenerla dentro de un período de tres años, pero pocos decidieron ejercer esa opción. El general Jefferson C. Davis exigió a los rusos abandonar sus hogares en Sitka, sosteniendo que eran necesarios para los estadounidenses, al tiempo que los rusos se quejaron del alboroto de las tropas estadounidenses y los asaltos. Muchos rusos volvieron a Rusia, mientras que los demás viajaron a California y al Pacífico noroeste para buscar fortuna.